# Konstabl

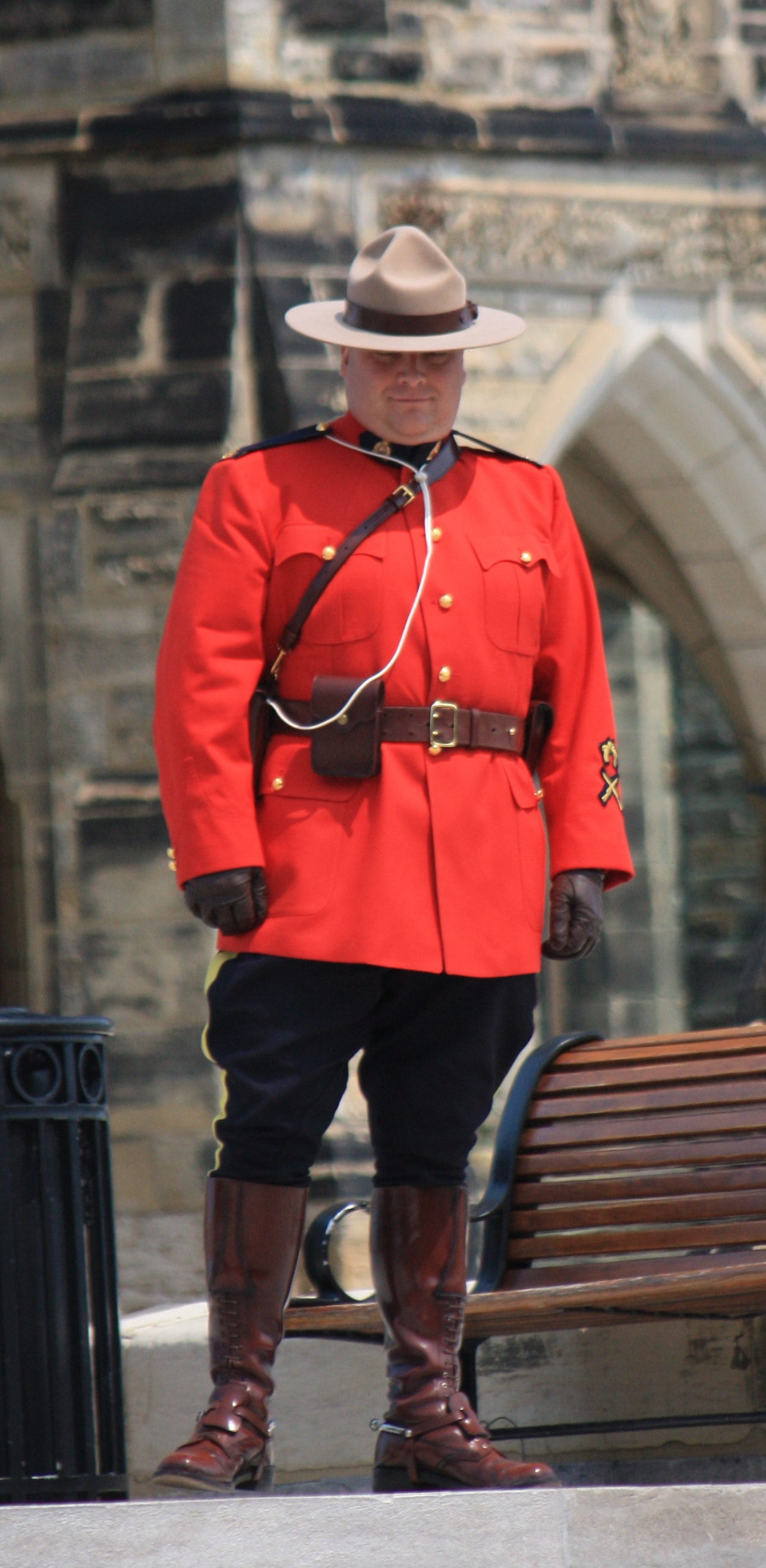
Konstabl Kanadyjskiej Królewskiej Policji Konnej

Konstabl, z łac. „comes stabuli” – stopień lub stanowisko w wymiarze sprawiedliwości bądź administracji wielu krajów. Znaczenie pojęcia jest bardzo szerokie i różni się zależnie od okresu historycznego i regionu geograficznego.

## Etymologia

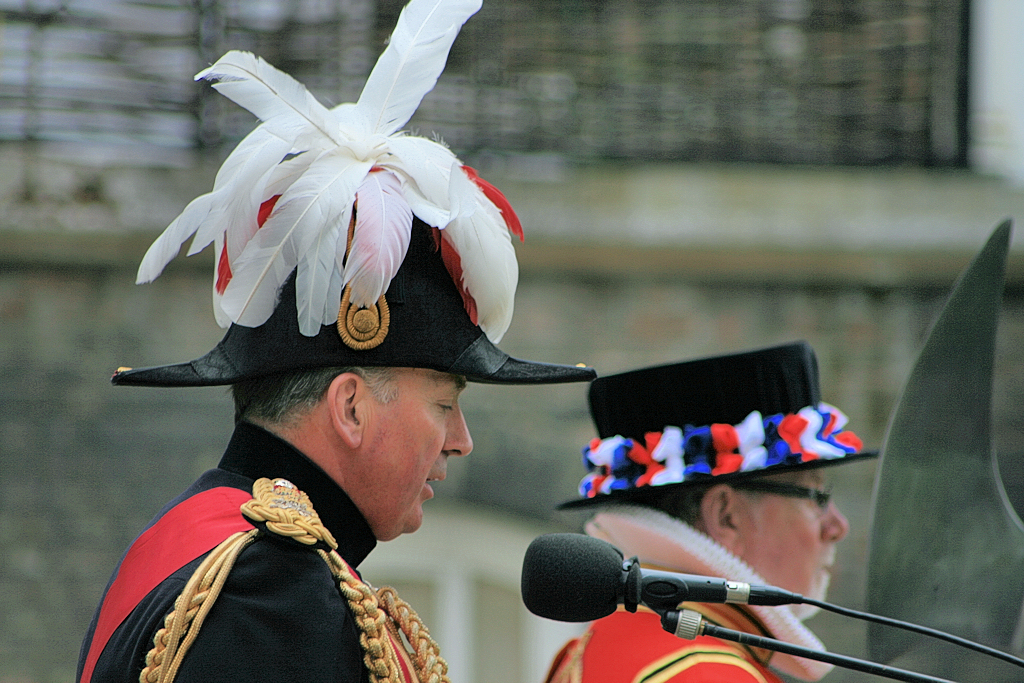
Sir Richard Dannatt, konstabl londyńskiej Tower w latach 2009–2016

Tytuł pochodzi od łacińskiego zwrotu comes stabuli oznaczającego urzędnika sprawującego pieczę nad końmi monarchy w Cesarstwie Rzymskim i Cesarstwie Bizantyńskim. Był to odpowiednik polskiego koniuszego. Termin został zapożyczony przez wczesnośredniowieczne monarchie europejskie. W wielu przypadkach kompetencje urzędu zostały znacząco zmodyfikowane i rozszerzone. We Francji na przykład osoby sprawujące wzorowany na comes stabuli urząd konetabla pozostawały do 1627 roku naczelnymi dowódcami armii, podlegającymi jedynie królowi.
Obecnie termin konstabl jest używany w wielu krajach, m.in. Wielkiej Brytanii i innych państwach Wspólnoty Narodów, do określenia najniższego stopnia w policji. W Stanach Zjednoczonych konstabl jest obieralnym w wyborach funkcjonariuszem sił porządkowych o kompetencjach mniejszych, niż w przypadku szeryfa. Na Wyspach Normandzkich konstabl jest natomiast urzędnikiem na najniższym szczeblu samorządu terytorialnego.
Termin konstabl może być także stosowany w odniesieniu do urzędu kasztelana, odpowiedzialnego w przeszłości za obronę zamku. Do dziś istnieje tytuł konstabla londyńskiej Tower.

## Użycie w przeszłości

### Cesarstwo Bizantyńskie i europejskie monarchie wczesnośredniowieczne
Początki urzędu comes stabuli (konstabla) sięgają Cesarstwa Rzymskiego. Począwszy od V wieku naszej ery comes stabuli byli odpowiedzialni za utrzymanie koni na dworze cesarskim. Podczas swoich rządów w Królestwie Franków Karol Wielki wprowadził do administracji wiele tytułów z okresu panowania rzymskiego, w tym urząd konstabla, którego postawiono na czele armii. Przy pośrednictwie Normanów tytuł ten został ponownie zaadaptowany w Cesarstwie Bizantyńskim, w okresie panowania dynastii Komnenów i Paleologów. W latach 1253–1419 urząd ten nosił w Bizancjum nazwę konostaulos.

### Wielka Brytania
Urząd konstabla został sprowadzony do Anglii podczas inwazji Normanów z 1066 roku. Był on tam odpowiedzialny za zakup i utrzymywanie uzbrojenia królewskiej armii. Według niektórych badaczy konstablowie pojawili się na Wyspach brytyjskich wcześniej, za panowania Alfreda Wielkiego. W XII wieku, za panowania królów Stefana z Blois i Dawida I Szkockiego, utworzono w Anglii i Szkocji urząd Lorda Wielkiego Konstabla, jednego z dziewięciu Wielkich Urzędników Państwowych. Jednocześnie konstablem nazywano lokalnego urzędnika, którego zadaniem było utrzymywanie porządku. Autorem jednego z pierwszych opisów uprawnień i obowiązków takich urzędników był Henry Bracton, XIII-wieczny prawnik angielski.
W 1285 roku król Edward I Długonogi na mocy statutu z Winchester wprowadził po dwóch konstabli do każdej setki (niewielkiej jednostki podziału administracyjnego). Z czasem konstablowie zaczęli być przypisywani do parafii. Początkowo byli wybierani przez mieszkańców danego obszaru, lecz począwszy od 1617 roku zazwyczaj wyznaczał ich sędzia pokoju. Konstablowie aż do XIX wieku nie byli opłacani. System ten został zniesiony w Londynie na mocy ustawy z 1829 roku, zaś poza brytyjską stolicą na mocy ustawy z 1839 roku. Utworzono wówczas Metropolitalną Służbę Policyjną w Londynie oraz lokalne urzędy policyjne poza miastem. Od tego czasu konstabl (Police Costable, skrót PC) pozostaje najniższym stopniem w policji w Wielkiej Brytanii. W Wielkiej Brytanii istnieje także stopień Chief Constable (główny konstabl, skrót CC). Funkcjonariusz w tej randze jest komendantem policji terytorialnej (territorial police force), odpowiedzialnej  za całość zagadnień związanych ze ściganiem przestępczości i porządkiem publicznym na określonym geograficznie obszarze. Zastępca komendanta posiada stopień Deputy Chief Constable (zastępca głównego konstabla, skrót DCC). Komendantowi podlegają także wyżsi oficerowie w stopniu Assistant Chief Costable (pomocnik głównego konstabla, skrót ACC), którzy są odpowiedzialni za największe piony (np. kryminalny, operacyjny) lub siły policyjne w określonej części obszaru, za który odpowiada policja terytorialna. Liczba pomocników głównego konstabla zależy od wielkości poszczególnych policji terytorialnych i waha się od jednego (np.  Cambridgeshire Constabulary, Civil Nuclear Constabulary, Durham Constabulary) do sześciu w Police Scotland, policji działającej na terenie całej Szkocji i zatrudniającej ok. 23 tysiące funkcjonariuszy.

## Użycie obecnie

### Inne państwa europejskie
Urzędy konstablów istniały także w wielu innych monarchiach europejskich. W wielu z nich, między innymi w Kastylii i Portugalii, były one dziedziczne. Urzędy konstabli funkcjonują wciąż w Szkocji, gdzie Lordem Wyższym Konstablem jest aktualnie Merlin Hay, 24. hrabia Erroll, oraz hiszpańskiej prowincji Nawarra, gdzie konstablem jest aktualnie Carlos Fitz-James Stuart, 19. książę Alba. W obu przypadkach urzędy te mają jednak wymiar wyłącznie symboliczny.

### Dania
W Duńskich Siłach Zbrojnych używa się określeń Konstabel i Overkonstabel do określenia stopni wojskowych odpowiadających polskiemu szeregowemu i starszemu szeregowemu.

### Finlandia
Najniższym stopniem w fińskiej policji jest nuorempi konstaapeli (z fiń. młodszy konstabl), zaś kolejnymi w hierarchii stopniami są vanhempi konstaapeli (z fiń. starszy konstabl}) i ylikonstaapeli (z fiń. nadkonstabl).

### Stany Zjednoczone
Funkcje konstabli w Stanach Zjednoczonych różnią się w zależności od stanu. W niektórych z nich, na przykład w Karolinie Północnej, urzędy konstabli już nie istnieją. Zazwyczaj konstable są specjalnymi pracownikami służb porządkowych, wykonującymi określone zadania związane z pracą sądów bądź utrzymywaniem porządku na danym terytorium. W niektórych stanach, między innymi w Arizonie i Kentucky, dysponują znacznymi uprawnieniami, identycznymi lub zbliżonymi w stosunku do uprawnień szeryfa. W innych, takich jak Alaska, posiadają jedynie ograniczone uprawnienia. Znaczne dysproporcje występują również w sposobie powoływania konstabli. W większości stanów, między innymi w Alabamie, Luizjanie i Missisipi, są oni wybierani na drodze wyborów, w których uczestniczą mieszkańcy danego regionu. W niektórych stanach, takich jak Alaska i Utah, zostają natomiast powołani przez innych pracowników lokalnej administracji.

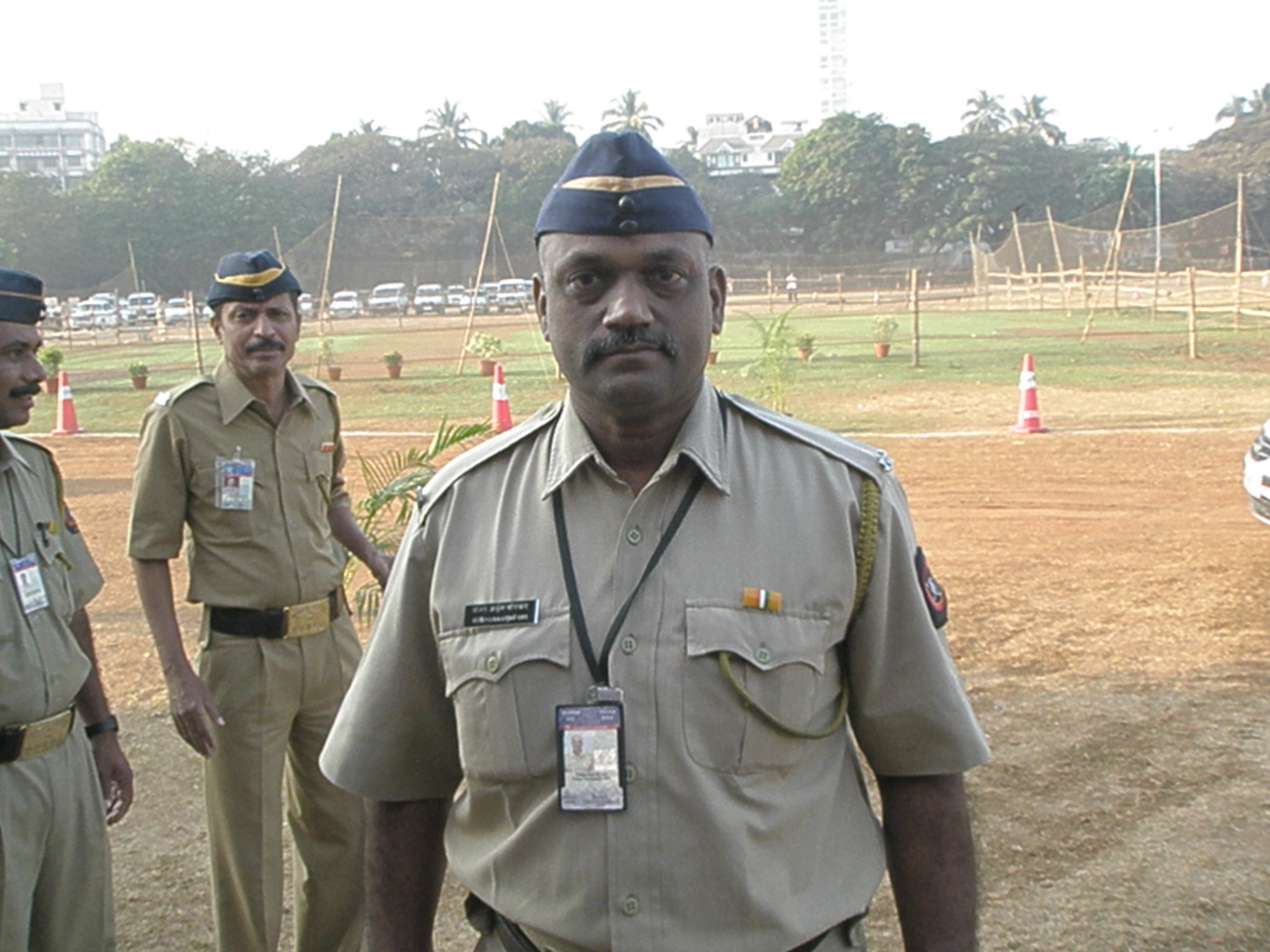
Konstabl w Mumbaju

### Wielka Brytania i inne państwa Wspólnoty Narodów
Konstabl (ang. constable) jest najniższym stopniem w brytyjskiej policji. Wszyscy policjanci po zaprzysiężeniu zostają konstablami i przechodzą trwający dwa lata okres próbny. Następnie mogą nadal sprawować służbę jako konstable, rozpocząć pracę w jednym z wydziałów specjalnych lub ubiegać się o wyższy rangą stopień sierżanta.
Podobny system wykształcił się też w wielu innych krajach należących dawniej do Imperium Brytyjskiego, a będących częścią Wspólnoty Narodów. Konstabl jest najniższym stopniem w służbach porządkowych takich krajów, jak Australia, Kanada, Indie i Singapur.